# Gioventù bruciata (Bloody Riot)
Gioventù bruciata è un EP del gruppo musicale hardcore punk romano Bloody Riot.

## L'EP
Nel 1993 Giulio Tedeschi produce per Meccano Records un 45 giri in tiratura limitata contenente "Gioventù Bruciata" e "No eroina", due brani tratti dall'album "Bloody Riot" del 1985. Un'edizione speciale con la copertina disegnata per l'occasione da Alex Vargiù (bassista della band) ed introdotta da uno scritto di Roberto Perciballi, co-produttore del lavoro.

## Brani
1. Gioventù bruciata
2. No eroina

### Formazione
- Roberto Perciballi (voce)
- Lorenzo Canevacci (chitarra)
- Alessandro Vargiù (basso)
- Fabiano Bianco (batteria)